# Fordhuset, Stockholm

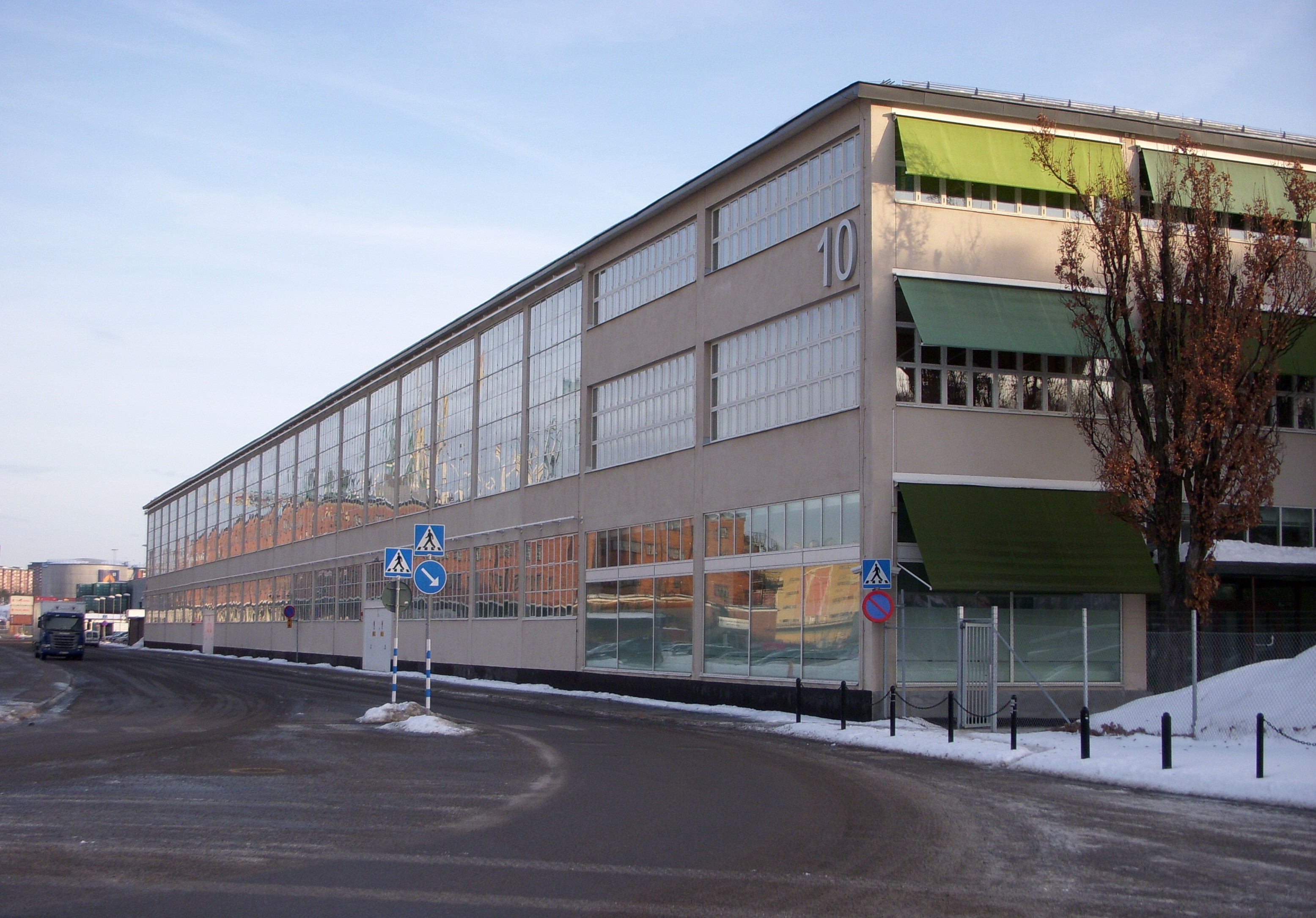
Fordhuset, januari 2011, fasad mot norr.

Fordhuset (även kallad Magasin 10) är en industribyggnad vid Tullvaktsvägen 11 i Stockholms frihamn, uppförd 1929-1931 efter ritningar av arkitekt Uno Åhrén för Ford Motor Company som sammansättningsfabrik för Fordbilar. Byggnaden representerar tidstypisk funkisarkitektur. Fasadändringar och tillbyggnader kräver stadsmuseets medgivande. Efter en renovering och ombyggnad år 2003 finns idag (2021) börsföretaget Nasdaq OMX i Fordhuset. Fastigheten är blåmärkt av Stadsmuseet i Stockholm vilket innebär "att bebyggelsen bedöms ha synnerligen höga kulturhistoriska värden".

## Historik

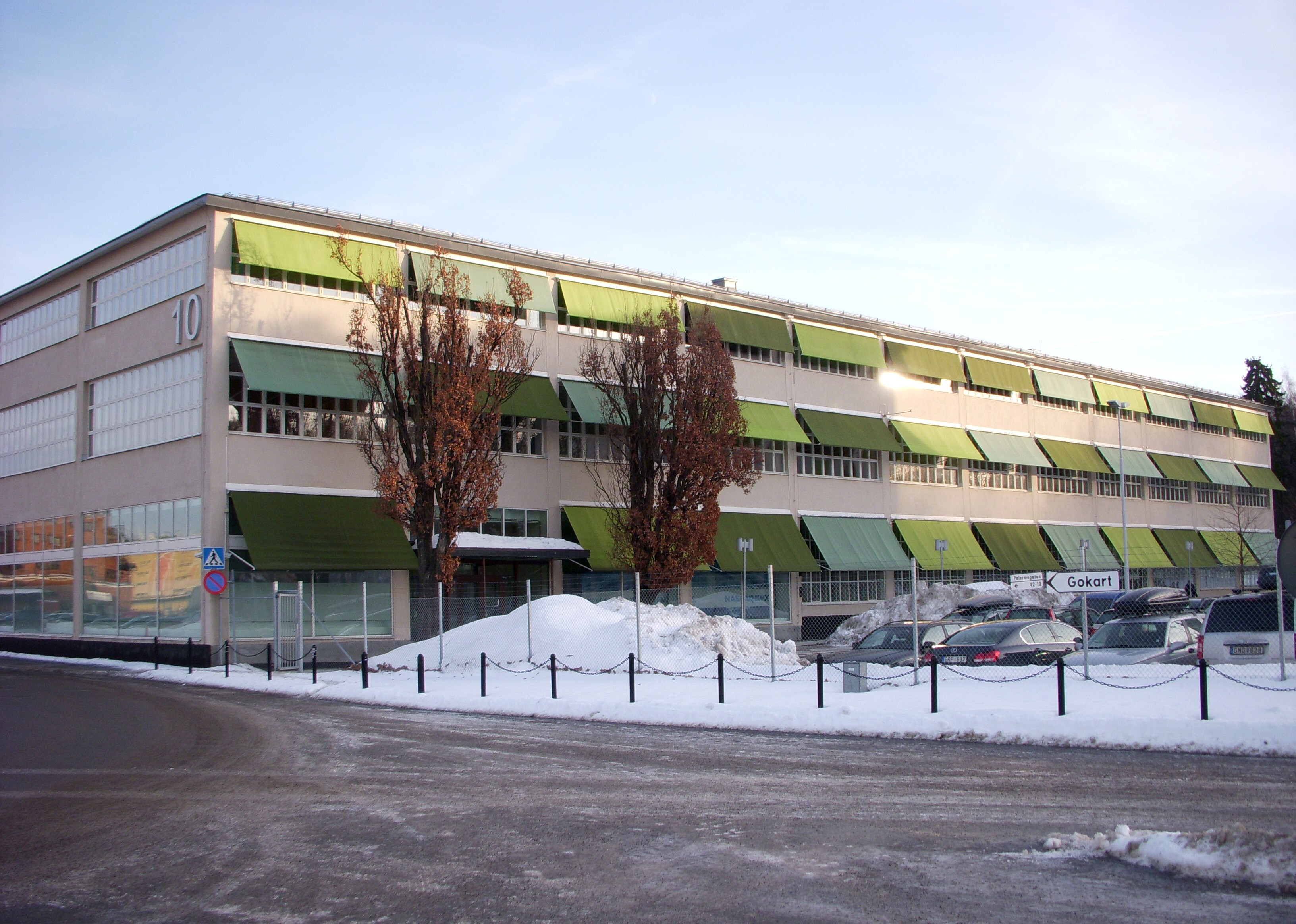
Fordhuset, januari 2011, fasad mot väst.

I slutet av 1920-talet lät Ford Motor Company bygga en sammansättningsfabrik på frihamnsområdets södra del. Fordbilarna skulle skeppas i delar, nerpackade i lådor till Frihamnen, så kallade Completely Knocked-Down kits (CKD). På grund av skatter och tullar var det billigare att producera bilar i Sverige än att importera dessa hela. Med denna bakgrund fattade Ford beslut att bygga en fabrik för montering av fordon i Stockholm. Amerikanska Ford ville ha en rationell byggnad med stora fönsterytor och fackverkskonstruktioner i stål. Uppdraget gick till arkitekt Uno Åhrén och han ritade en funktionalistisk gestaltad industribyggnad i glas och stål. Konstruktör var Hjalmar Granholm och byggnadsentreprenör Olle Engkvist.
Industrihallen för sammansättningsfabriken, reservdelslager och utställningslokal konstruerades som en enplansbyggnad i tre skepp med planmått 150 meter lång och 75 meter bred. Den bärande stommen bestod av pelare och fackverksbalkar i stål med fria spännvidder av 24 meter vardera. Det norra, höga skeppet hade 11,70 meter fritt under takkonstruktionen. Under takstolarna löpte en traverskran med effektiv lyfthöjd av 9,20 meter. De båda lägre skeppen hade en fri höjd av 4,60 meter. För att släppa in mycket dagsljus i lokalen försågs ytterväggarna med höga fönsterband av stålspröjsade fönster i två rader och lågdelens yttertak fick lanterniner. På västra kortsidan inrymdes en trevåningsbyggnad med kontor, personalrum, matsal och storkök. Den första etappen stod klar 1931.
År 1947 var nästa stora utbyggnad klar, också den ritad av Uno Åhrén. Genom en tillbyggnad längs södra sidan med ytterligare ett skepp ökade totalbredden till 105 meter. Nu rymde byggnaden även montering av bilar längs löpande band. Planeringen av produktionslinjer och inredning utfördes av Ford Werke AG i  Köln. Bilmonteringen blev dock inte långvarig och man började istället importera färdiga fordon från Fordfabrikerna i USA, Västtyskland och Storbritannien. Fords huvudkontor för Sverige samt reservdelslagret fanns kvar i Frihamnen. Efter drygt 60 år i Frihamnen flyttade Ford 1994 till Sollentuna kommun, fastigheten i Frihamnen köptes av Stockholms Stad och hyrdes ut av Stockholms hamnar. 1994 gjordes ett förslag att eventuellt etablera det närbelägna Banan-Kompaniet i en del av Fordhuset. Ombyggnad och anpassning till deras verksamhet visade sig dock vara olönsamt och Banan-Kompaniet byggde om sin egen fastighet istället. 
År 2002 förvärvade Wihlborgs Fastighets AB Fordhuset för 236 miljoner kronor av Stockholms stad. Därefter byggdes Fordhuset om och till efter ritningar av arkitektkontoret Sandellsandberg (se Thomas Sandell). Komplexet innehåller nu totalt 34 000m² kontorsytor med 1500 arbetsplatser för börsföretaget Nasdaq OMX.

### Historiska bilder

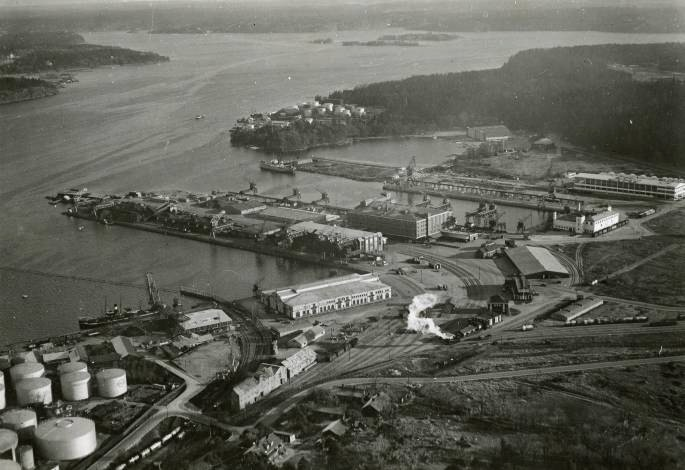
Fordhuset (längst till höger) under uppförande 1930.
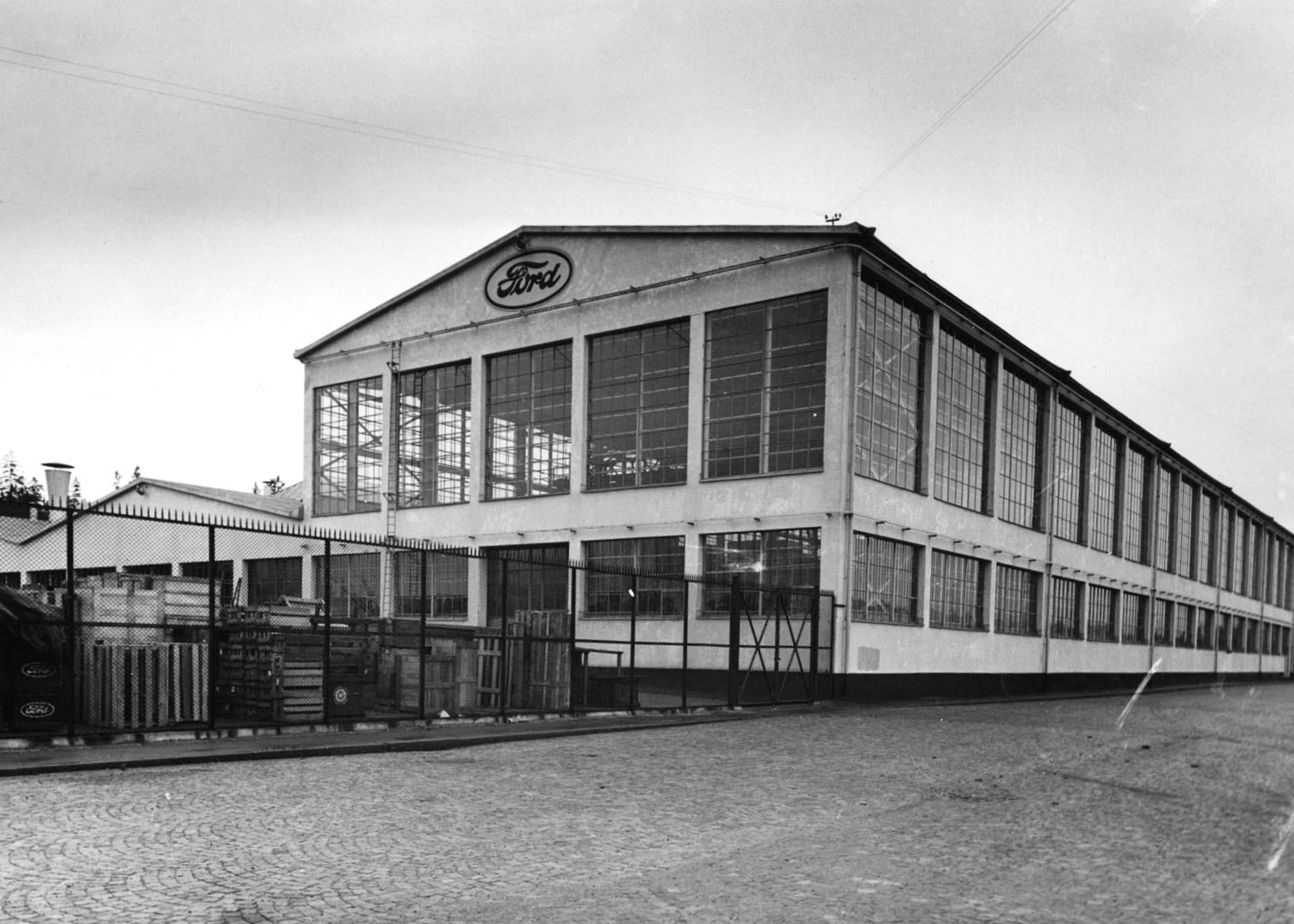
Den höga halldelen, fasad mot öst och norr 1930.
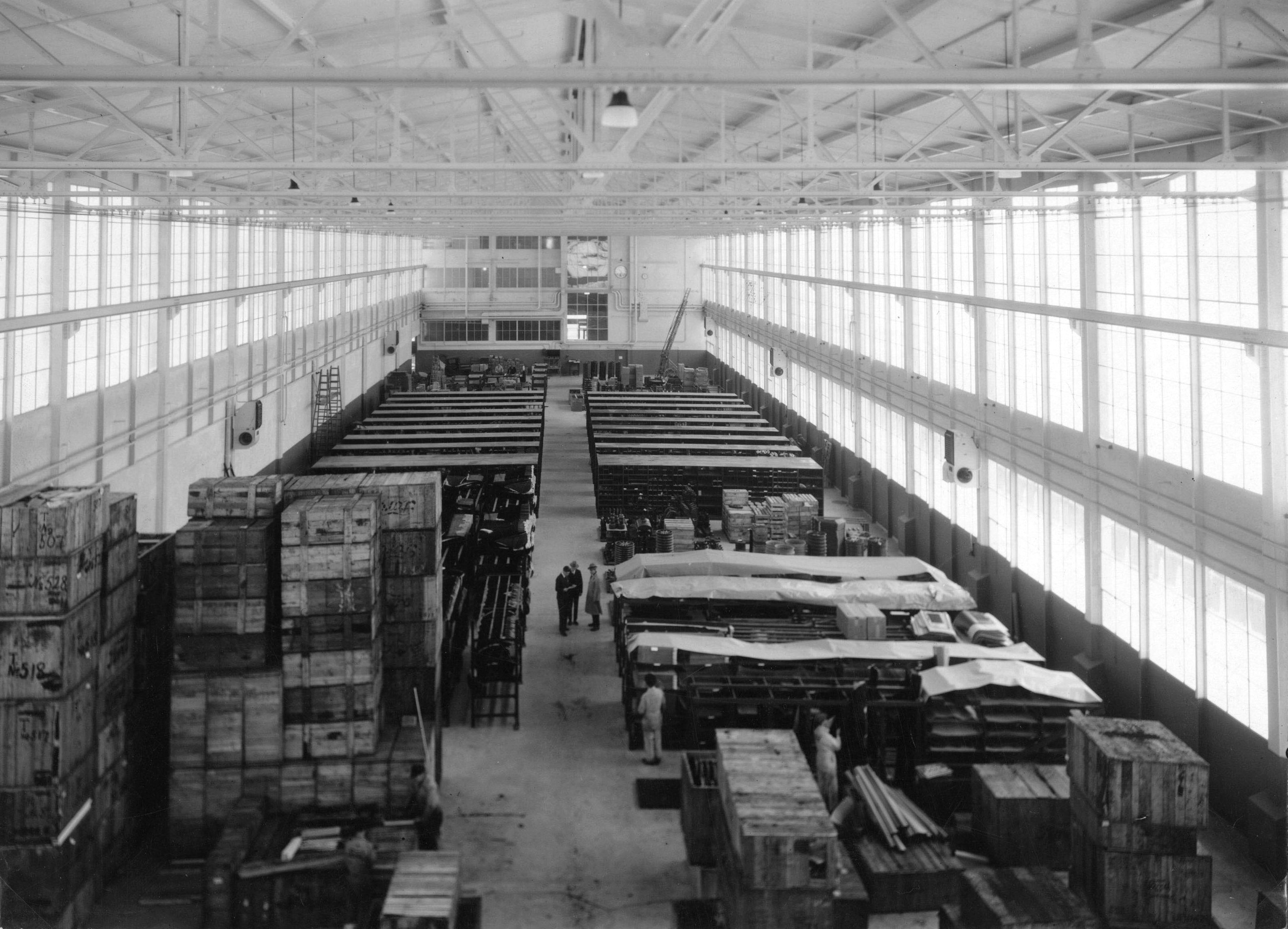
Sammansättningsfabriken i höga hallen 1930.
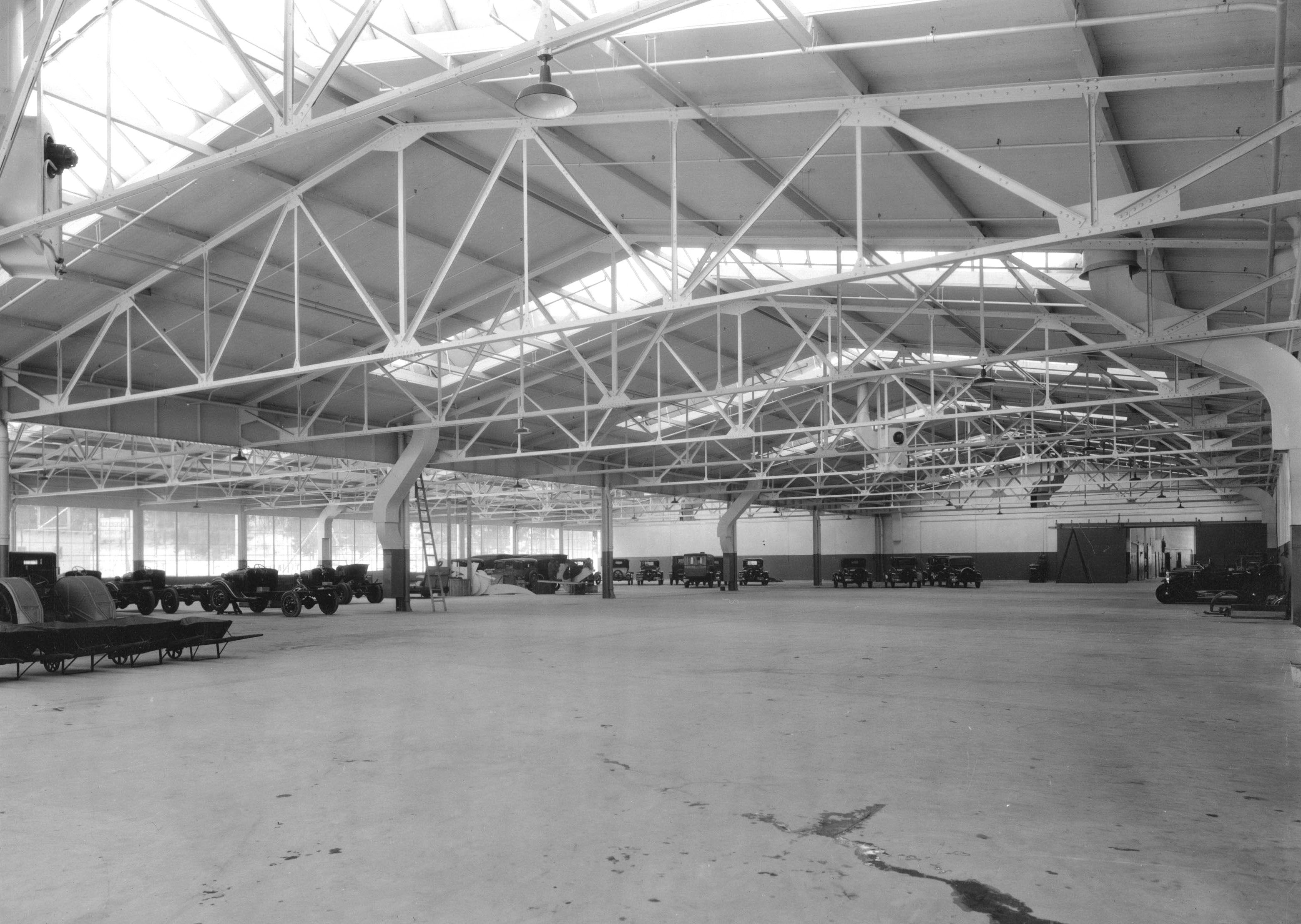
Interiör av den låga halldelen med färdiga fordon 1930.